# Deutsche Seewarte

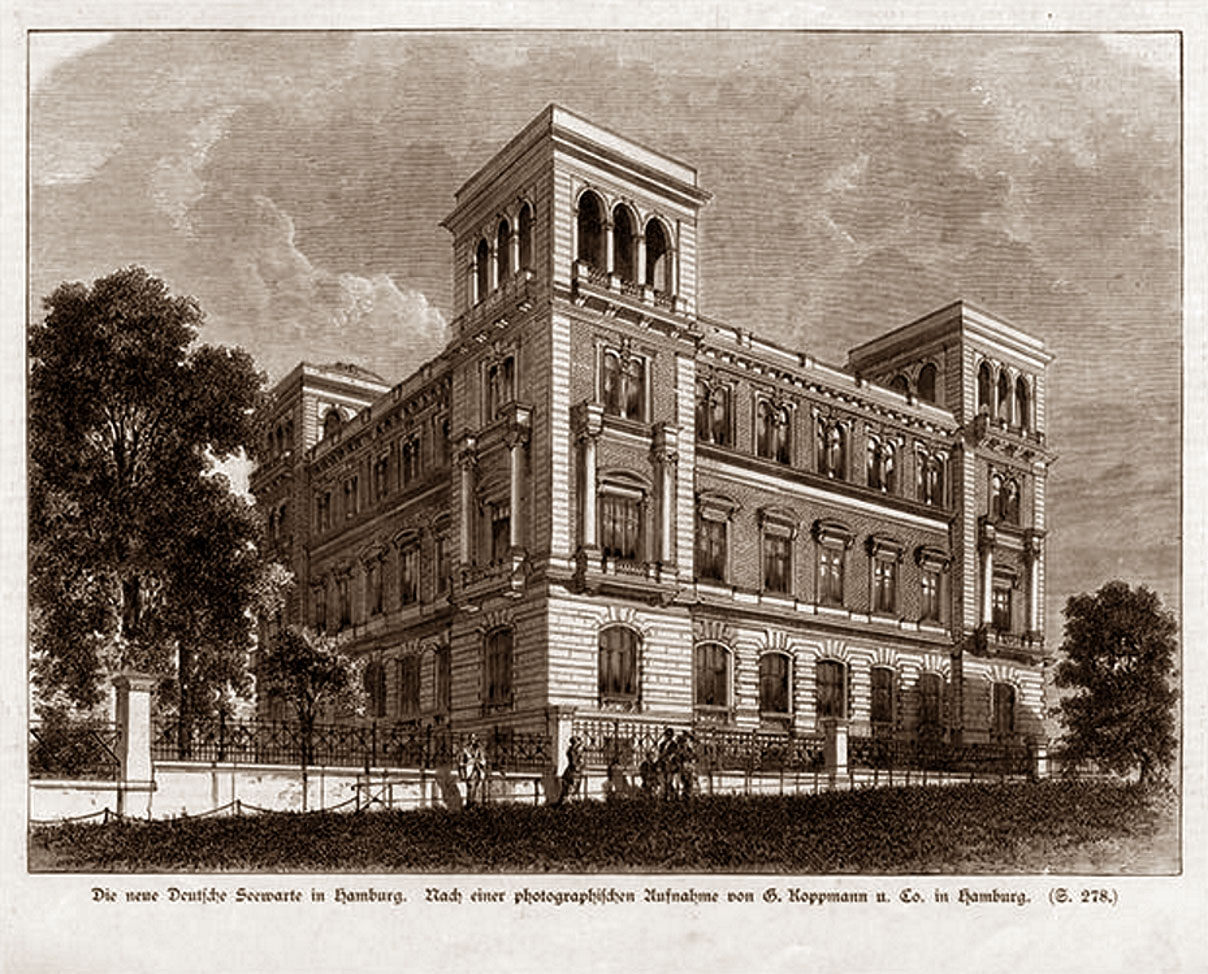
Gebäude der Deutsche Seewarte 1881

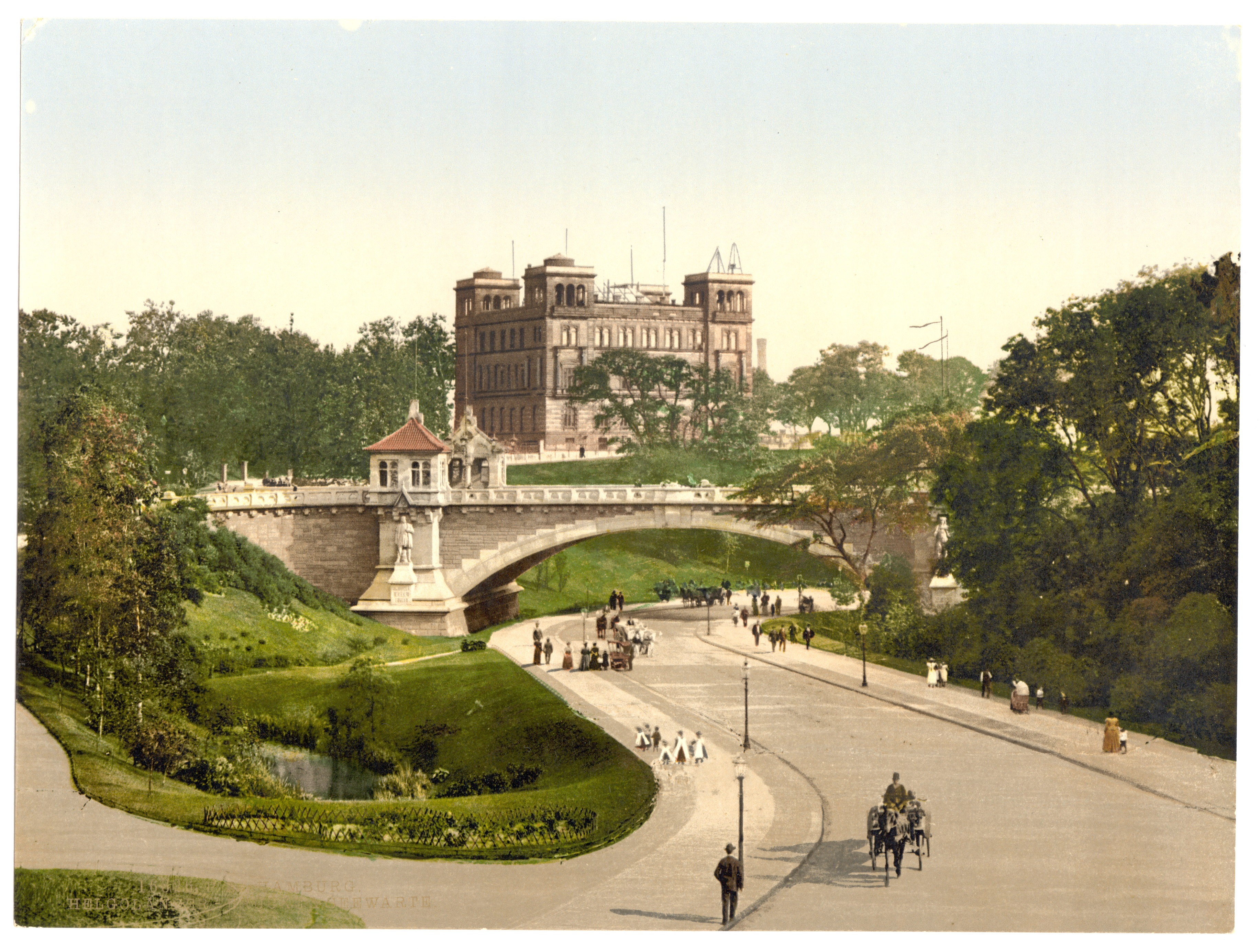
Historische Ansicht des Gebäudes hinter der Brücke, zwischen 1890 und 1900

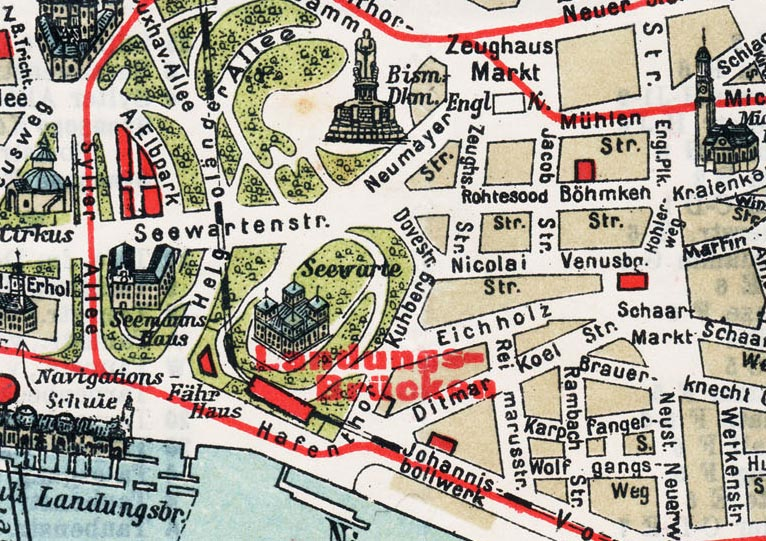
Position des Gebäudes auf einer Karte von 1913

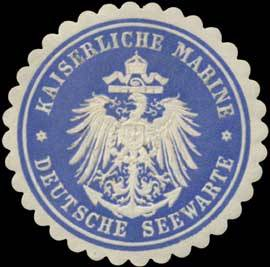
Siegelmarke Deutsche Seewarte

Die Deutsche Seewarte (auch Reichsinstitut Deutsche Seewarte) war von 1875 bis 1945 die Zentralanstalt zur Förderung der maritimen Meteorologie in Deutschland. Der Hauptsitz der Einrichtung befand sich in Hamburg. Die Deutsche Seewarte wurde zuerst durch die deutschen Staaten und dann durch das Deutsche Reich betrieben.
Die Deutsche Seewarte war der amtliche Vorgänger des Bundesamts für Seeschifffahrt und Hydrographie sowie des Deutschen Wetterdiensts.

## Geschichte

### Vorgänger Norddeutsche Seewarte
1867 wurde von Wilhelm von Freeden in Hamburg die private Norddeutsche Seewarte gegründet. Sie war ein Vorläufer der Deutschen Seewarte. Die Norddeutsche Seewarte wurde im Februar 1875 aufgelöst. Ihre Aufgaben wurden von der staatlichen Deutschen Seewarte übernommen.

### Seit Gründung 1874
Die Deutsche Seewarte wurde 1874 gegründet. Diese war als Reichsinstitut dem Chef der Kaiserlichen Admiralität der Kaiserlichen Marine unterstellt, erster Direktor war von 1875 bis 1903 Georg von Neumayer, der zuvor schon an der Norddeutschen Seewarte beteiligt war.
Der Hauptsitz der Deutschen Seewarte befand sich in Hamburg, ab 1881 im Seewartengebäude auf dem Stintfang. „Die Seewarte“, wie das Gebäude in Hamburg allgemein genannt wurde, war nach Plänen der Architekten Gustav Jacob Kirchenpauer und Ludwig Hermann Philippi errichtet und nach zweijähriger Bauzeit am 14. September 1881 in Anwesenheit von Kaiser Wilhelm I. eingeweiht worden. Die Baukosten betrugen 450.000 Reichsmark.
Die Seewarte wurde ab 1919 dem Reichsverkehrsministerium unterstellt. Große Bedeutung hatte für die Deutsche Seewarte, deren Ansehen im Laufe der Jahre etwas gesunken war, die Übernahme der Präsidentschaft durch Vizeadmiral a. D. Hugo Dominik im September 1926. Dominik initiierte vor allem die Vereinigung von Aerologie und Ozeanografie und war insgesamt stark reformierend tätig sowie auch maßgebend an der Organisation des 2. Internationalen Polarjahres 1933 beteiligt. Er leitete die Deutsche Seewarte bis zu seinem Tod im September 1933. Ab 1934 unterstand die Seewarte wieder dem Oberkommando der Marine.
Im Frühjahr 1945 wurde das Gebäude auf dem Stintfang durch Kriegseinwirkung zerstört. Nach 1945 wurden die Aufgaben der Deutschen Seewarte aufgeteilt: Den hydrographischen Teil erhielt das Deutsche Hydrographische Institut (DHI, 1945–1990) und dessen Nachfolger, das Bundesamt für Seeschifffahrt und Hydrographie (BSH); jeweils ebenfalls mit Sitz in Hamburg. In der DDR wurden diese Aufgaben ab 1950 vom Seehydrographischen Dienst der DDR bis 1990 übernommen. Die meteorologischen Aufgaben wurden zunächst dem Meteorologischen Amt für Nordwestdeutschland (MANWD) übertragen, das zum 1. Januar 1953 in den neu gegründeten Deutschen Wetterdienst (DWD) integriert wurde.
An der Stelle des vormaligen Gebäudes der Seewarte befindet sich seit 1953 eine Herberge des Deutschen Jugendherbergswerks.

## Organisation und Aufgaben
Die Seewarte verfolgte in erster Linie Förderung und Sicherheit des Seeverkehrs. Sie bestand aus vier Abteilungen:

### Maritime Meteorologie
Die erste Abteilung bearbeitete die maritime Meteorologie, sammelte die Beobachtungen über physikalische Verhältnisse des Meeres und über die meteorologischen Erscheinungen auf hoher See, verteilte an die Schiffskapitäne, die sich mit der Seewarte in Verbindung setzen wollten, die meteorologischen Schiffsjournale (Wetterbücher), die nach einem gemeinsamen internationalen Schema angelegt waren, gab Anleitung zur richtigen Führung dieser Wetterbücher und sammelte und diskutierte dieselben zum Zweck der Aufstellung allgemeiner und besonderer Segelanweisungen sowie der einzuschlagenden Reiserouten.

### Instrumentenprüfung
Die zweite Abteilung besorgte die Beschaffung und Prüfung der nautischen, meteorologischen und magnetischen Instrumente und Apparate. Sie prüfte die Sextanten, Oktanten und Schiffskompasse, beschäftigte sich mit der praktischen Anwendung der Lehre vom Magnetismus in der Navigation und verwaltete die Modell- und Instrumentensammlung, die vorzugsweise zur Erklärung neuer Erfindungen auf dem Gebiet der Nautik und zur Belehrung des nautischen Publikums dienen sollte.

### Zentralstelle für ausübende Wetterkunde
Die dritte Abteilung hatte die Küstenmeteorologie und das Sturmwarnungswesen in Deutschland zu bearbeiten. Ihre Hauptaufgaben bestanden seit 1906 (unter Abteilungsvorstand Wilhelm Jacob van Bebber) in der täglichen Einsammlung der telegraphischen Witterungsnachrichten, der darauf fußenden täglichen, größtenteils ebenfalls telegraphischen Berichterstattung und der Bildung von Prognosen. Hieran schlossen sich unmittelbar an die Abfassung, Herstellung und Absendung von „Hafentelegrammen“, Wetterberichten und Wetterkarten an Zeitungen, Behörden und Privatabonnenten.

### Chronometerprüfungsinstitut
Die vierte Abteilung der Seewarte, das Chronometerprüfungsinstitut, sollte die Interessen der deutschen Chronometerindustrie fördern und bestimmte den Gang der ihr zur Beobachtung und Prüfung übergebenen Chronometer der deutschen Handelsmarine in verschiedenen Temperaturen. Auch wurden von Zeit zu Zeit Konkurrenzprüfungen von Chronometern abgehalten, bei denen den Lieferanten der besten Chronometer gegen die gewöhnlichen Ankaufspreise wesentlich erhöhte in Aussicht gestellt werden.

### Zweigstellen, Nebenstellen und Überseestationen
Um die der Seewarte hinsichtlich der Küstenmeteorologie gestellten Aufgaben lösen zu können, bedurfte sie außer der Zentralstelle in Hamburg noch einer Anzahl von Zweigniederlassungen, Agenturen (Haupt- und Nebenagenturen), Normalbeobachtungsstationen und Signalstellen.
Die Agenturen hatten die verschiedenen nautischen und meteorologischen Instrumente zu prüfen, Untersuchungen über die Deviation (Abweichung der Kompasse an Bord eiserner Schiffe) anzustellen und Rat zu erteilen an Schiffsführer bezüglich der Schiffswege, wichtiger Werke und Karten sowie über alles, was zum Führen der meteorologischen Schiffsjournale eine Beziehung hat.
Auf den neuen Normalbeobachtungsstationen, die in Memel, Neufahrwasser, Swinemünde, Cuxhaven, Kiel, Hamburg, Keitum auf Sylt, Wilhelmshaven (kaiserliches Observatorium) und Borkum errichtet und außer mit den gewöhnlichen meteorologischen Instrumenten mit selbstregistrierenden Barometern und Anemometern, in einzelnen Fällen auch mit registrierenden Thermometern ausgestattet waren, wurden die Beobachtungen angestellt, die der dritten Abteilung der Seewarte einen Teil des Materials für ihre Untersuchungen und Publikationen (Sturmwarnungen etc.) lieferten.
Außerdem wurden auf ihnen regelmäßige Beobachtungen zu bestimmten Terminen wie auf jeder gewöhnlichen meteorologischen Station angestellt. Die Signalstellen brachten die von der Seewarte ausgehenden Witterungsnachrichten und Sturmwarnungen ohne Verzug zur Kenntnis des Publikums.
Im Laufe ihrer Geschichte betrieb die Deutsche Seewarte mehr als 1500 Überseestationen in zahlreichen Weltregionen. Besonders viele Wetterstationen wurden in der Zeit zwischen 1884 und 1914 in den damaligen deutschen Kolonialgebieten betrieben. Die Stationen wurden von der Hauptstelle in Hamburg aus eingerichtet oder übernommen und mit einheitlich abzulesenden, geeichten Messinstrumenten ausgestattet.

## Veröffentlichungen
Ein großer Teil der Arbeiten der Seewarte wurde in den vom hydrographischen Amt der kaiserlichen Marine herausgegebenen Annalen der Hydrographie und maritimen Meteorologie veröffentlicht.
Außerdem gab die Direktion der Seewarte noch heraus:
- die täglichen autographischen Wetterberichte und Wetterkarten
- die Monatliche Übersicht der Witterung in Nord- und Zentraleuropa
- Meteorologische Beobachtungen in Deutschland von 25 Stationen zweiter Ordnung sowie stündliche Aufzeichnungen von drei Normalbeobachtungsstationen der Seewarte und von Kaiserslautern; die Stürme nach den Signalstellen der Seewarte
- das Nautische Jahrbuch

Die Gesamttätigkeit wurde seit 1878 in dem Sammelwerk und Repertorium Aus dem Archiv der Deutschen Seewarte mit Rücksicht auf die Geschichte der Entwicklung der betreffenden Disziplinen und der hierfür angewendeten Methoden und Apparate dargelegt. Außerdem enthielten diese selbstständige Abhandlungen von Beamten der Seewarte über verschiedene Gebiete der nautisch-meteorologischen Wissenschaft.

## Trivia
Nahe dem ehemaligen Standort der Seewarte befinden sich heute die Seewartenstraße und die Neumayerstraße.
Am 21. Januar 2018 wurde in Australien eine Flaschenpost gefunden, die am 12. Juni 1886 von der deutschen Frachtbark Paula im Auftrag der Deutschen Seewarte in den Indischen Ozean geworfen worden war. Damit ist der Fund mit über 131 Jahren Laufzeit die weltweit älteste bekannte Flaschenpost.

## Direktoren
- Georg von Neumayer: von der Gründung im Januar 1875 bis 1903
- Konteradmiral a. D. Alfred Herz: von 1903 bis Oktober 1911
- Konteradmiral Karl Behm: im Oktober 1911 mit der Führung der Geschäfte übernommen
- Konteradmiral Karl Behm: von November 1911 bis Februar 1919
- Wirklicher Admiralitätsrat/Geheimer Oberregierungsrat Hans Capelle: 1919/1920, ehemaliger Leiter des Hydrographischen Amtes

## Präsidenten
- Vizeadmiral a. D. Hugo Dominik: von September 1926 bis September 1933 (†)
- Konteradmiral a. D. Fritz Spieß: von 1934 bis Kriegsende